# Блумфилд (Иллинойс)
Блумфилд (англ. Bloomfield) — невключённая территория в округе Адамс (штат Иллинойс, США) в 14 км к северу от Куинси.